# Otterville (Missouri)
Otterville è un comune degli Stati Uniti d'America, situato nello Stato del Missouri, nella contea di Cooper.